# Hội đồng Bộ trưởng Cuba (1940–1959)
Hội đồng Bộ trưởng Cuba (1940–1959) (tiếng Tây Ban Nha: Consejo de Ministros de Cuba (1940-1958)) là cơ quan hành pháp tối cao của Cuba được thành lập theo Hiến pháp năm 1940.

## Chức năng và nhiệm vụ
Theo Hiến pháp năm 1940, Hội đồng Bộ trưởng có chức năng và nhiệm vụ hỗ trợ cho Tổng thống với các điều khoản sau:
1. Phê chuẩn và ban hành luật, thực hiện và thi hành luật; khi Quốc hội không hoạt động, ban hành các nghị quyết để thi hành tốt nhất các luật nói trên; ban hành các nghị định và dự thảo, vì mục đích này, và theo như Chính phủ đương nhiệm và Chính quyền Nhà nước, được cho là thích hợp; không có trường hợp nào trái với những gì được thiết lập trong Hiến pháp.
2. Triệu tập Quốc hội hoặc Thượng viện trong một phiên họp bất thường, trong các trường hợp quy định! theo Hiến pháp này, hoặc khi nào cần thiết.
3. Đình chỉ các phiên họp của Quốc hội khi thỏa thuận chưa đạt được giữa các cơ quan đại diện.
4. Trình bày với Quốc hội vào đầu mỗi phiên họp lập pháp, và với điều kiện thuận lợi, một thông điệp liên quan đến các hoạt động quản lý bao trùm toàn bộ nước Cộng hòa và đề xuất hoặc bắt đầu áp dụng các luật và nghị quyết mà Hội đồng có thể xem xét cần thiết hoặc hữu ích.
5. Trình bày dự toán ngân sách hàng năm cho Hạ viện, sáu mươi ngày trước ngày bắt đầu có hiệu lực.
6. Thông tin tới Quốc hội, bất kỳ thông tin nào mà sau này có thể yêu cầu, trực tiếp, hoặc bằng phương tiện của Chính phủ, khi tất cả các vấn đề không cần bảo mật.
7. Chỉ đạo các cuộc đàm phán ngoại giao và đàm phán các hiệp ước với các quốc gia khác, với nghĩa vụ đệ trình các điều ước đó cho sự chấp thuận của Thượng viện, nếu không có điều kiện tiên quyết nào thì chúng sẽ không hợp lệ và không bắt buộc trên nước Cộng hòa..
8. Với sự chấp thuận của Thượng viện, Tổng thống, chủ tịch Hạ viện, và Thẩm phán Tòa án Tư pháp Tối cao, theo Hiến pháp, bổ nhiệm các lãnh đạo cơ quan ngoại giao.
9. Bổ nhiệm các quan chức thích hợp cho việc bất kỳ văn phòng nào khác do pháp luật quy định trong trường hợp chỉ định của họ không được quy cho các cơ quan khác.
10. Đình chỉ việc thực hiện các quyền được quy định của Hiến pháp.
11. Ân xá theo Hiến pháp và luật pháp có thể quy định, ngoại trừ các vấn đề về tội phạm gian lận bầu cử. Ân xá cho cán bộ, công chức bị xử phạt về tội phạm trong việc thực hiện chức năng của mình, cần phải hoàn thành ít nhất một phần ba số tiền phạt mà các tòa án đã áp đặt lên họ.
12. Tiếp nhận đại diện ngoại giao, thừa nhận các tổng lãnh sự của các quốc gia khác.
13. Bố trí các lực lượng vũ trang của nước Cộng hòa, và là Tư lệnh tối cao.
14. Cung cấp việc bảo vệ lãnh thổ quốc gia và duy trì trật tự trong nước, theo các điều được trao cho Quốc hội. Trong trường hợp nguy hiểm xâm lược, hoặc trong trường hợp nổi loạn nghiêm trọng đe dọa an ninh công cộng, và Quốc hội không có phiên họp, Tổng thống có thể triệu tập để có thể thực hiện hành động cần thiết.
15. Tuân thủ và thực thi bất kỳ quy tắc, nghị định và điều khoản do tòa án bầu cử cấp trên có thể thỏa thuận và ban hành.
16. Bổ nhiệm, miễn nhiệm các Bộ trưởng Chính phủ, theo các điều được trao cho Quốc hội; sự thay thế dựa vào phát triển của Hiến pháp, và trong các trường hợp có thể, để hỗ trợ các quyết định của Hội đồng.
17. Thực hiện các quyền hạn khác mà Hiến pháp và pháp luật có thể trao đổi một cách rõ ràng.

## Tổ chức
Để thực hiện quyền hành pháp, Tổng thống Cộng hòa được Hội đồng bộ trưởng hỗ trợ, bao gồm số lượng thành viên được pháp luật quy định. Một trong các Bộ trưởng này sẽ giữ chức danh Thủ tướng, theo chỉ định của Tổng thống Cộng hòa, và có thể thay thế hoặc không thiết lập.
Tổng thống Cộng hòa chủ trì Hội đồng Bộ trưởng. Khi Tổng thống không tham dự các phiên họp của Hội đồng, Thủ tướng Chính phủ sẽ chủ trì. Thủ tướng Chính phủ sẽ đại diện cho chính sách chung của Chính phủ và đại diện cho Chính phủ trước Quốc hội.
Quyết định của Hội đồng Bộ trưởng được thực hiện bởi đa số phiếu trong các phiên họp mà một nửa cộng với một trong số các Bộ trưởng tham dự. 

## Thành viên Hội đồng

### Thủ tướng
| Stt | Tổng thống Presidencia de               | Phó Tổng thống Vicepresidencia de       | Thủ tướng Primeros Ministros            | Nhiệm kỳ   | Ghi chú |
| 1   | Fulgencio Batista                       | Gustavo Cuervo Rubio                    | Carlos Saladrigas y Zayas               | 1940-1942  |         |
| 2   | Fulgencio Batista                       | Gustavo Cuervo Rubio                    | Ramón Zaydín y Márquez Sterling         | 1942- 1944 |         |
| 3   | Fulgencio Batista                       | Gustavo Cuervo Rubio                    | Anselmo Alliegro y Milá                 | 1944       |         |
| 1   | Ramón Grau San Martín                   | Raúl de Cárdenas Echarte                | Félix Lancís Sánchez                    | 1944-1945  |         |
| 2   | Ramón Grau San Martín                   | Raúl de Cárdenas Echarte                | Carlos Prío Socarrás                    | 1945-1947  |         |
| 3   | Ramón Grau San Martín                   | Raúl de Cárdenas Echarte                | Raúl López del Castillo                 | 1947-1948  |         |
| 1   | Carlos Prío Socarrás                    | Guillermo Alonso Pujol                  | Manuel Antonio de Varona y Loredo       | 1948-1950  |         |
| 2   | Carlos Prío Socarrás                    | Guillermo Alonso Pujol                  | Félix Lancís Sánchez                    | 1950-1951  |         |
| 3   | Carlos Prío Socarrás                    | Guillermo Alonso Pujol                  | Óscar Gans                              | 1951-1952  |         |
| -   | Chính phủ thực tế của Fulgencio Batista | Chính phủ thực tế của Fulgencio Batista | Chính phủ thực tế của Fulgencio Batista | 1952-1955  |         |
| 1   | Fulgencio Batista                       | Rafael Guas Inclán                      | Jorge García Montes                     | 1955-1957  |         |
| 2   | Fulgencio Batista                       | Rafael Guas Inclán                      | Andrés Rivero Agüero                    | 1957-1958  |         |
| 3   | Fulgencio Batista                       | Rafael Guas Inclán                      | Emilio Núñez Portuondo                  | 1958       |         |
| 4   | Fulgencio Batista                       | Rafael Guas Inclán                      | Gonzalo Güell y Morales de los Ríos     | 1958-1959  |         |

### Bộ
| Stt | Bộ                      | Tiếng Tây Ban Nha                         | Bộ trưởng                           | Nhiệm kỳ  | Ghi chú |
| 1   | Bộ Tổng thống           | Ministerio de Presidencia                 | Julían Solórzano                    | 1944-1959 |         |
| 1   | Bộ Ngoại giao           | Ministerio de Estado (Asuntos Exteriores) | José Manuel Cortina                 | 1940-1942 |         |
| 2   | Bộ Ngoại giao           | Ministerio de Estado (Asuntos Exteriores) | José Agustín Martínez               | 1942-1943 |         |
| 3   | Bộ Ngoại giao           | Ministerio de Estado (Asuntos Exteriores) | Emeterio Santovenia Echaide         | 1943-1944 |         |
| 4   | Bộ Ngoại giao           | Ministerio de Estado (Asuntos Exteriores) | Jorge Mañach Robato                 | 1944      |         |
| 5   | Bộ Ngoại giao           | Ministerio de Estado (Asuntos Exteriores) | Gustavo Cuervo Rubio                | 1944-1945 |         |
| 6   | Bộ Ngoại giao           | Ministerio de Estado (Asuntos Exteriores) | Alberto Inocente Álvarez            | 1945-1948 |         |
| 7   | Bộ Ngoại giao           | Ministerio de Estado (Asuntos Exteriores) | Carlos Hevia                        | 1948-1950 |         |
| 8   | Bộ Ngoại giao           | Ministerio de Estado (Asuntos Exteriores) | Ernesto Dihigo y López Trigo        | 1950-1951 |         |
| 9   | Bộ Ngoại giao           | Ministerio de Estado (Asuntos Exteriores) | Miguel A. Suárez Fernández          | 1951      |         |
| 10  | Bộ Ngoại giao           | Ministerio de Estado (Asuntos Exteriores) | Óscar Gans                          | 1951      |         |
| 11  | Bộ Ngoại giao           | Ministerio de Estado (Asuntos Exteriores) | Aureliano Sánchez Arango            | 1951-1952 |         |
| 12  | Bộ Ngoại giao           | Ministerio de Estado (Asuntos Exteriores) | Miguel Ángel de la Campa y Caraveda | 1952-1955 |         |
| 13  | Bộ Ngoại giao           | Ministerio de Estado (Asuntos Exteriores) | Andrés Domingo Morales del Castillo | 1955      |         |
| 14  | Bộ Ngoại giao           | Ministerio de Estado (Asuntos Exteriores) | Carlos Saladrigas y Zayas           | 1955-1956 |         |
| 15  | Bộ Ngoại giao           | Ministerio de Estado (Asuntos Exteriores) | Gonzalo Güell y Morales de los Ríos | 1956-1959 |         |
| 1   | Bộ Giáo dục             | Ministerio de Educación                   | Luis Pérez Espino                   | 1944-?    |         |
| 2   | Bộ Giáo dục             | Ministerio de Educación                   | Juan Manuel Alemán                  | ?-1947    |         |
| 3   | Bộ Giáo dục             | Ministerio de Educación                   | Aureliano Sánchez Arango            | ?-1951    |         |
| 4   | Bộ Giáo dục             | Ministerio de Educación                   | Vicente Cauce Carrazana             |           |         |
| 1   | Bộ Kho bạc              | Ministerio de Hacienda                    | Manuel Fernández Supervielle        | 1944-?    |         |
| 2   | Bộ Kho bạc              | Ministerio de Hacienda                    | Antonio Prío Socarrás               |           |         |
| 3   | Bộ Kho bạc              | Ministerio de Hacienda                    | Alejandro Herrera Arango            |           |         |
| 1   | Bộ Công trình Công cộng | Ministerio de Obras Públicas              | Gustavo A. Moreno                   | 1944-?    |         |
| 2   | Bộ Công trình Công cộng | Ministerio de Obras Públicas              | José A. San Martín                  | -1949-    |         |
| 3   | Bộ Công trình Công cộng | Ministerio de Obras Públicas              | Manuel Febles                       | -1950-    |         |
| 4   | Bộ Công trình Công cộng | Ministerio de Obras Públicas              | Nicolás Arroyo Márquez              | 1955-1958 |         |
| 5   | Bộ Công trình Công cộng | Ministerio de Obras Públicas              | Ramiro Oñate Gómez                  |           |         |
| 1   | Bộ Thương mại           | Ministerio de Comercio                    | Alberto Inocente Álvarez            | 1944-     |         |
| 2   | Bộ Thương mại           | Ministerio de Comercio                    | José Ramón Pérez Magariños          |           |         |
| 1   | Bộ Truyền thông         | Ministerio de Comunicaciones              | Luis I. Clark                       | 1944-     |         |
| 2   | Bộ Truyền thông         | Ministerio de Comunicaciones              | Alberto García Valdés               |           |         |
| 1   | Bộ Tư pháp              | Ministerio de Justicia                    | Carlos Cruz                         | 1944-     |         |
| 2   | Bộ Tư pháp              | Ministerio de Justicia                    | Bernardo Caramés Camacho            |           |         |
| 1   | Bộ Nông nghiệp          | Ministerio de Agricultura                 | Joaquín Pérez Roa                   | 1940-1941 |         |
| 2   | Bộ Nông nghiệp          | Ministerio de Agricultura                 | Andrés Rivero Agüero                | 1941-1942 |         |
| 3   | Bộ Nông nghiệp          | Ministerio de Agricultura                 | Sergio M. Valdez Alba               | 1942-1943 |         |
| 4   | Bộ Nông nghiệp          | Ministerio de Agricultura                 | Joaquín Martínez Sáenz              | 1943-1944 |         |
| 5   | Bộ Nông nghiệp          | Ministerio de Agricultura                 | Germán Álvarez Fuentes              | 1944-     |         |
| 6   | Bộ Nông nghiệp          | Ministerio de Agricultura                 | Eduardo Suárez Rivas                |           |         |
| 7   | Bộ Nông nghiệp          | Ministerio de Agricultura                 | Virgilio Pérez                      | -1950-    |         |
| 8   | Bộ Nông nghiệp          | Ministerio de Agricultura                 | Pedro Menéndez Rodríguez            |           |         |
| 1   | Bộ Quốc phòng           | Ministerio de Defensa                     | Salvador Menéndez Villoch           | 1944-     |         |
| 2   | Bộ Quốc phòng           | Ministerio de Defensa                     | Segundo Curti Messina               | 1949-1950 |         |
| 3   | Bộ Quốc phòng           | Ministerio de Defensa                     | Miguel A. Campa Caraveda            | 1958-1959 |         |
| 1   | Bộ Lao động             | Ministerio de Trabajo                     | Carlos Azcárate                     | 1944-1945 |         |
| 2   | Bộ Lao động             | Ministerio de Trabajo                     | Carlos Prío Socarrás                | 1945-1947 |         |
| 3   | Bộ Lao động             | Ministerio de Trabajo                     | José Morell Romero                  | -1950-    |         |
| 4   | Bộ Lao động             | Ministerio de Trabajo                     | Leopoldo Pio Elizalde               |           |         |
| 1   | Bộ Sức khỏe             | Ministerio de Salubridad                  | Demetrio Despaigne Grave de Peralta | 1940-1941 |         |
| 2   | Bộ Sức khỏe             | Ministerio de Salubridad                  | Sergio García Marruz                | 1941-1942 |         |
| 3   | Bộ Sức khỏe             | Ministerio de Salubridad                  | Domingo F. Ramos Delgado            | 1942      |         |
| 4   | Bộ Sức khỏe             | Ministerio de Salubridad                  | Gustavo Adolfo Bock Jorge           | 1942      |         |
| 5   | Bộ Sức khỏe             | Ministerio de Salubridad                  | Juan M. Portuondo Domenech          | 1942-1944 |         |
| 6   | Bộ Sức khỏe             | Ministerio de Salubridad                  | Alberto Recio Forns                 | 1944      |         |
| 7   | Bộ Sức khỏe             | Ministerio de Salubridad                  | José Antonio Presno Bastioni        | 1944-1945 |         |
| 8   | Bộ Sức khỏe             | Ministerio de Salubridad                  | Octavio Rivero Partagás             | 1945-1947 |         |
| 9   | Bộ Sức khỏe             | Ministerio de Salubridad                  | José R. Adreu Martínez              | 1947      |         |
| 10  | Bộ Sức khỏe             | Ministerio de Salubridad                  | Ramiro de la Riva Domínguez         | 1947-1948 |         |
| 11  | Bộ Sức khỏe             | Ministerio de Salubridad                  | Alberto Oteiza Setién               | 1948-1949 |         |
| 12  | Bộ Sức khỏe             | Ministerio de Salubridad                  | Carlos Manuel Ramírez Corría        | 1949-1950 |         |
| 13  | Bộ Sức khỏe             | Ministerio de Salubridad                  | José Antonio Rubio Padilla          | 1950-1951 |         |
| 14  | Bộ Sức khỏe             | Ministerio de Salubridad                  | José R. Adreu Martínez              | 1951-1952 |         |
| 15  | Bộ Sức khỏe             | Ministerio de Salubridad                  | Enrique Saladrigas Zayas            | 1952-1953 |         |
| 16  | Bộ Sức khỏe             | Ministerio de Salubridad                  | José Elías Olivella Lastra          | 1953-1954 |         |
| 17  | Bộ Sức khỏe             | Ministerio de Salubridad                  | Carlos Salas Humara                 | 1954-1955 |         |
| 18  | Bộ Sức khỏe             | Ministerio de Salubridad                  | Armando J. Coro de la Cruz          | 1955      |         |
| 19  | Bộ Sức khỏe             | Ministerio de Salubridad                  | Alberto Recio Forns                 | 1955-1956 |         |
| 20  | Bộ Sức khỏe             | Ministerio de Salubridad                  | Carlos Salas Humara                 | 1956-1958 |         |
| 21  | Bộ Sức khỏe             | Ministerio de Salubridad                  | Octavio Montoro Saladrigas          | 1958      |         |
| 22  | Bộ Sức khỏe             | Ministerio de Salubridad                  | Manuel Ampudia González             | 1958-1959 |         |
| 1   | Bộ Chính phủ            | Ministerio de Gobernación                 | Segundo Curti Messina               | 1944-1946 |         |
| 2   | Bộ Chính phủ            | Ministerio de Gobernación                 | Alfredo Pequeño                     | -1947-    |         |
| 3   | Bộ Chính phủ            | Ministerio de Gobernación                 | Ramón Jiménez Maceda                |           |         |
| 1   | Bộ Giao thông           | Ministerio de Transportes                 | Luis F. Ramos Ravella               |           |         |
| 1   | Không bộ                | Ministros sin cartera                     | Mariblanca Sabas Alomá              | 1948-1952 |         |